# Beseda leta
Beseda leta je beseda, ki je značilno zaznamovala tekoče leto. Letno jo izbirajo določene ustanove v nekaterih državah. V Sloveniji je izbor besede na pobudo Inštituta za slovenski jezik Frana Ramovša ZRC SAZU prvič potekal leta 2016. Besede leta izbirajo tudi v Nemčiji, Avstriji, ZDA, na Norveškem, v Rusiji in drugod.

## Slovenščina
Ob koncu leta Inštitut za slovenski jezik Frana Ramovša pozove ljudi, da pošljejo predloge za besedo ali besedno zvezo, ki je najbolj zaznamovala leto; v pozitivnem ali negativnem smislu. Med prejetimi predlogi žirija ZRC SAZU izbere deset finalistk; o zmagovalki  odloča glas ljudstva.
| Leto | Slovenska beseda leta | Slika | Utemeljitev | Drugo mesto   | Tretje mesto     | Ostale finalistke |
| ---- | --------------------- | ----- | --- | ------------- | ---------------- | --- |
| 2016 | begunec               |       | Odraz begunske krize, ki je v letu 2016 prizadela tudi Slovenijo.                                                 | žica          | prekarec         | déležnik, družina, približnjakarstvo, trumpizem, uberizacija, zareciklirati se, zdravje                                                                               |
| 2017 | evropski prvaki       |       | Slovenska moška košarkarska reprezentanca je na evropskem prvenstvu 2017 osvojila zlato medaljo.                  | kriptovaluta  | arbitraža        | anticepilec, drugi tir, krožno gospodarstvo, lažna novica, nadlegovanje, projektariat, sprava                                                                         |
| 2018 | čebela                |       | 20. maj 2018 je bil prvič svetovni dan čebel. Združeni narodi so ta sklep sprejeli na predlog Slovenije.          | mikroplastika | skodelica kave   | generalka, orbanizacija, risoroman, sovraštvo, tekstati, tipanka, varda                                                                                               |
| 2019 | podnebje              |       | Podnebje in podnebne spremembe so v zadnjih letih medijsko zelo izpostavljene teme.                               | šarcizem      | brezogljični     | milenijec, nebralec, novinec, prisilka, skiro, trgovinska vojna, volk                                                                                                 |
| 2020 | karantena             |       | Leto 2020 je zaznamovala pandemija covida 19.                                                                     | kolesarjenje  | 14 dni           | cepivo, mehurček, neleto, pozitiven, predihovalnik, rahljanje, šolotožje, zoom                                                                                        |
| 2021 | PCT                   |       | Kratica se nanaša na koronavirusno bolezen 2019 in pomeni pogoj »preboleli, cepljeni ali testirani«.              | voda          | proticepilec     | dolgi kovid, komunikacija, kronometer, odlok, PCT, poživitven, samotestiranje, sledilnik, stroka                                                                      |
| 2022 | gasilec               |       | Beseda se navezuje na požar na Krasu julija 2022, ki predstavlja največji požar v zgodovini samostojne Slovenije. | svoboda       | draginja         | vojna, predsednica, povzemalnik, energent, supervolilno leto, predator, femicid, bot                                                                                  |
| 2023 | ujma                  |       | Beseda se nanaša na poplave oziroma vodno ujmo, ki je zaznamovala Slovenijo v letu 2023.                          | nutrija       | bralna pismenost | gentrifikacija, nevihtna celica, osebni zdravnik, »štempljanje«, UI (kratica za umetno inteligenco), vojna, zal (poizvedba z največjim prirastom v tem letu na Franu) |
| 2024 | genocid               |       | Beseda se navezuje na načrtno uničevanje narodnostnih, rasnih ali verskih skupin.                                 | omrežnina     | dvoživka         | bojler, brutalno, hibridno delo, kajtanje, komisarka, odklop, učitelji, zet                                                                                           |

### Druge besede
Leta 2018 je komisija Inštituta za slovenski jezik Frana Ramovša ZRC SAZU prvič izbrala tud najbolj izvirno novo besedo, in sicer besedo »drečka«, leta 2019 pa v sodelovanju z Zvezo društev gluhih in naglušnih Slovenije še kretnjo leta v slovenskem znakovnem jeziku.
| Leto | Neologizem leta | Slika | Razlaga | Kretnja leta         | Utemeljitev |
| ---- | --------------- | ----- | --- | -------------------- | --- |
| 2018 | drečka          |       | vrečka za pobiranje pasjih iztrebkov |                      | |
| 2019 | likotisk        |       | 3D-tisk | ustava               | Leto je zaznamovalo prizadevanje Zveze društev gluhih in naglušnih Slovenije za vpis slovenskega znakovnega jezika v Ustavo RS. |
| 2020 | wuhobran        |       | Poimenovanje za izdelek, s katerimi se zadaj na glavi spnejo trakci zaščitne maske in tako zaščitijo ušesa pri dolgotrajni nošnji maske. Ker se piše z dvojnim w, nakazuje povezavo s kitajskim mestom Wuhan, kjer je domnevni izvor koronavirusa SARS-CoV-2. | koronavirus          | |
| 2021 | koronijec       |       | pripadnik nove generacije, ki se rojeva v času pandemije koronavirusa | PCT                  | |
| 2022 | vedobežnik      |       | kdor beži pred znanjem, védenjem, kdor se boji resnice | Vse je v naših rokah | Naslov razstave na Jakopičevem sprehajališču, ki jo je predstavila hiša znakovnega jezika.                                      |
| 2023 | strojetvor      |       | stvaritev umetne inteligence | solidarnost          | |
| 2024 | preturizem      |       | ustreznik za angleški izraz overtourism, prekomerni turizem | mir                  | |

### Delova beseda leta
Od leta 2019 v izboru Beseda leta sodeluje tudi časnik Delo. Delova beseda leta je odtlej ena od kandidatk za besedo leta pri ZRC SAZU:
- 2019: podnebje[29]
- 2020: cepivo[30]
- 2021: odlok[31]
- 2022: draginja[14]
- 2023: ujma[32]
- 2024: omrežnina[33]

## Angleščina

### Oxford
Založniška hiša Oxford University Press, ki izdaja med drugimi slovarji tudi Oxford English Dictionary, izbira od leta 2004 britansko besedo leta v angleščini. Hkrati izbere tudi angleško besedo leta za ameriško govorno področje in v nekaterih primerih je izbrana beseda ista. Besedo leta izbirajo uredniki posameznih slovarjev založniške hiše.
| Leto | Britanska beseda leta (prevod) | Ameriška beseda leta (prevod) |
| ---- | --- | --- |
| 2004 | chav (mlada neotesana oseba, ki prihaja iz nižjega sloja in nosi dizajnerska oblačila)                                                                             | chav (mlada neotesana oseba, ki prihaja iz nižjega sloja in nosi dizajnerska oblačila)                                                                             |
| 2005 | sudoku | podcast (poddaja, podkast) |
| 2006 | bovvered | carbon-neutral (ogljično nevtralen) |
| 2007 | carbon footprint (ogljični odtis) | locavore (tisti, ki se prehranjuje z lokalno hrano, »lokalnojed«)                                                                                                  |
| 2008 | credit crunch (kreditni krč) | hypermiling (varčna vožnja) |
| 2009 | simples | unfriend (odprijateljiti – preklicati prijateljstvo na družbenem omrežju)                                                                                          |
| 2010 | big society (velika družba – v kateri vsak posameznik prispeva k boljši družbi)                                                                                    | refudiate (zavrniti kot neresnico – neologizem, ki ga je uporabila Sarah Palin)                                                                                    |
| 2011 | squeezed middle | squeezed middle |
| 2012 | omnishambles (situacija, nastala zaradi serije napak in napačnih presoj)                                                                                           | GIF (glagol) |
| 2013 | selfie (sebek, selfi) | selfie (sebek, selfi) |
| 2014 | vape (vejpati, kaditi e-cigareto) | vape (vejpati, kaditi e-cigareto) |
| 2015 | 😂 (obraz s solzami smeha, Unicode: U+1F602, vrsta čustvenčka) | 😂 (obraz s solzami smeha, Unicode: U+1F602, vrsta čustvenčka) |
| 2016 | post-truth (postresnica) | post-truth (postresnica) |
| 2017 | youthquake (mladinski potres, mladostni potres) | youthquake (mladinski potres, mladostni potres) |
| 2018 | toxic (toksičen, v kontekstu medosebnih odnosov) | toxic (toksičen, v kontekstu medosebnih odnosov) |
| 2019 | climate emergency (podnebna nujnost, podnebno izredno stanje) | climate emergency (podnebna nujnost, podnebno izredno stanje) |
| 2020 | Niso izbrali posamezne besede (zaradi pandemičnih razmer v 2020)                                                                                                   | Niso izbrali posamezne besede (zaradi pandemičnih razmer v 2020)                                                                                                   |
| 2021 | vax (krajša oblika za vaccine – cepivo) | vax (krajša oblika za vaccine – cepivo) |
| 2022 | goblin mode (goblinski način – slengovski izraz za uživalsko, leno, neurejeno, samosvoje, tudi pohlepno vedenje, ki ga oseba ne obžaluje in se zanj ne opravičuje) | goblin mode (goblinski način – slengovski izraz za uživalsko, leno, neurejeno, samosvoje, tudi pohlepno vedenje, ki ga oseba ne obžaluje in se zanj ne opravičuje) |
| 2023 | rizz (krajša oblika za charisma – karizma) | rizz (krajša oblika za charisma – karizma) |
| 2024 | brain rot (gnitje možganov – pomeni miselno otopelost, ki se pojavi po čezmernem spremljanju nezahtevnih vsebin, običajno na spletu)                               | brain rot (gnitje možganov – pomeni miselno otopelost, ki se pojavi po čezmernem spremljanju nezahtevnih vsebin, običajno na spletu)                               |

## Nemščina

### Avstrija
Izbor avstrijske besede leta vsakoletno organizira Center za raziskave avstrijske nemščine v sodelovanju z avstrijsko tiskovno agencijo. V Avstriji hkrati izbirajo tudi nebesedo, besedo mladih, izrek in neizrek leta. Predloge lahko v določenem obdobju kdorkoli posreduje prek spleta, med njimi pa izbere ožji izbor ter razglasi naposled zmagovalke žirija, ki jo sestavljajo jezikoslovni strokovnjaki.

### Nemčija
Nemško besedo leta izbira Združenje za nemški jezik (GfdS). Besedo leta je prvič izbralo leta 1971, od leta 1977 pa jo njegova žirija izmed več tisoč predlogov izbira vsakoletno.
| Leto | Beseda leta            | Prevod | Opis |
| ---- | ---------------------- | --- | --- |
| 1971 | aufmüpfig              | uporniški | Opisuje duh kontrakulturnega gibanja 60-ih let, zlasti nemškega študentskega gibanja. |
| 1977 | Szene                  | scena, skupnost | Nanaša se na številne scene/skupnosti, ki so bile v središču pozornosti (disko scena, gejevska scena, mamilarska scena). |
| 1978 | konspirative Wohnung   | konspirativno stanovanje | Nemška beseda konspirative Wohnung pomeni stanovanje, ki služi tajnim, običajno nezakonitim dejavnostim. Izbrana je bila v zvezi s terorističnimi napadi, ki so sledili ugrabitvi Hannsa Martina Schleyersa s strani Frakcije rdeče armade leta 1977.                                               |
| 1979 | Holocaust              | holokavst | V zvezi z oddajanjem ameriške TV-miniserije Holocaust, ki je doprinesla k večjem javnem zanimanju za nacistične zločine. |
| 1980 | Rasterfahndung         | dragnet preiskava | V povezavi s predlaganimi ukrepi za iskanje zločincev s pomočjo računalnikov, ki so v politiki in splošni javnosti zbudili vročo razpravo o zasebnosti informacij. |
| 1981 | Nulllösung             | nična rešitev | Poimenovanje predloga takratnega ameriškega predsednika Ronalda Reagana za umik vseh sovjetskih in ameriških jedrskih raket srednjega dosega iz Evrope. |
| 1982 | Ellenbogengesellschaft | komolčarska družba | Izraz, s katerim so kritiki napadali sodobno družbo, polno sebičnosti, tekmovalnosti in okrutnosti. |
| 1983 | Heißer Herbst          | vroča jesen | V zvezi z nizom množičnih mirovniških protestov proti Natovem dvojnem pristopu (NATO-Double-Track-Decision, 1979), sklepu o posodobitvah jedrskih sil Nata v Evropi. |
| 1984 | Umweltauto             | okolju prijazen avtomobil | V zvezi z eno od tematik okoljskega gibanja. |
| 1985 | Glykol                 | glikol | Nevaren dodatek, ki so ga odkrili v vinu številnih avstrijskih vinogradnikov. |
| 1986 | Tschernobyl            | Černobil | V zvezi z jedrsko nesrečo v Černobilu. |
| 1987 | AIDS, Kondom           | aids, kondom | V zvezi z vse večjo medijsko pozornostjo glede širitve okužbe s HIV in posledičnimi kampanjami za varno spolnost. |
| 1988 | Gesundheitsreform      | zdravstvena reforma | Nanaša se na najpomembnejše politično vprašanje leta. |
| 1989 | Reisefreiheit          | svoboda potovanja | Najpomembnejša zahteva mirne revolucije (Friedliche Revolution), ki je bila naposled uresničena s padcem Berlinskega zidu. |
| 1990 | Die neuen Bundesländer | nove zvezne dežele | Izraz se nanaša na zvezne dežele Brandenburg, Saška, Saška - Anhalt, Turingija in Mecklenburg - Predpomorjanska, ki so se po propadu Nemške demokratične republike leta 1990 priključile k federaciji.                                                                                              |
| 1991 | Besserwessi            | tvorjenka iz besed besser- (boljše) in Wessi (pogovorni izraz za prebivalca Vzhodne Nemčije), ki spominja na nemško besedo Besserwisser (pametnjakovič) | Številni prebivalci bivše Vzhodne Nemčije so menili, da jih po združitvi obeh Nemčij prebivalci Zahodne Nemčije obravnavajo kot manjvredne. |
| 1992 | Politikverdrossenheit  | nezadovoljstvo s politiko | V zvezi z občutkom političnega nezadovoljstva v Nemčiji zaradi zmanjševanja volilne udeležbe in števila članov v strankah. |
| 1993 | Sozialabbau            | razgradnja sociale | V zvezi z varčevalnimi ukrepi vlade Helmuta Kohla. |
| 1994 | Superwahljahr          | super volilno leto | V letu 1994 so bile v Nemčiji številne volitve (federalne volitve, volitve v Evropski parlament, deželne volitve v osmih zveznih deželah). |
| 1995 | Multimedia             | večpredstavnost (multimedija) | Popularna beseda, ki je opisovala sodoben razvoj računalniške in digitalne tehnologije. |
| 1996 | Sparpaket              | varčevalni sveženj | V zvezi s političnimi debatami o varčevalnih ukrepih za zajezitev stroškov po združitvi obeh Nemčij. |
| 1997 | Reformstau             | zastoj reform (dobesedni prevod) | Nanaša se na politično zatišje v zadnjem letu Kohlove vlade. |
| 1998 | Rot-Grün               | rdeče-zeleni | V zvezi s koalicijo Socialnih demokratov in Zelenih, ki jo je vodil novoizvoljeni kancler Gerhard Schröder. |
| 1999 | Millennium             | tisočletje | Popularna beseda v pričakovanju novega tisočletja. |
| 2000 | Schwarzgeldaffäre      | afera črnega denarja (dobesedni prevod) | Nanaša se na škandal v zvezi z donacijami Krščanski demokratski stranki, v katerem je bil Helmut Kohl eden od glavnih likov. |
| 2001 | Der elfte September    | enajsti september | Nanaša se na teroristične napade 11. septembra 2001 v ZDA. |
| 2002 | Teuro                  | tvorjenka iz teuer (drag) in Euro (evro) | Nanaša se na javno mnenje, da je prehod iz nemške marke na evro prinesel tudi prikrite podražitve. |
| 2003 | Das alte Europa        | stara Evropa | Besedno zvezo je uporabil takratni ameriški obrambni minister Donald Rumsfeld za poimenovanje evropskih držav, ki niso podprle ameriškega napada na Irak leta 2003. |
| 2004 | Hartz IV               | | Poimenovanje svežnja spornih reform, ki so vplivale na nemški trg dela. |
| 2005 | Bundeskanzlerin        | zvezna kanclerka | Angela Merkel je postala prva ženska, ki je zasedla kanclersko mesto v Nemčiji. |
| 2006 | Fanmeile               | milja oboževalcev (dobesedni prevod) | Nanaša se na javna predvajanja Svetovnega nogometnega prvenstva 2006, ki si ga je ogledalo več sto tisoč gledalcev. |
| 2007 | Klimakatastrophe       | podnebna katastrofa | Nanaša se na najhujše možne posledice globalnega segrevanja, ki je pridobilo veliko javno zanimanje zlasti zaradi objave četrtega poročila Medvladnega panela za podnebne spremembe (IPCC) ter predvajanja dokumentarnega filma Neprijetna resnica.                                                 |
| 2008 | Finanzkrise            | finančna kriza | V zvezi z množičnim pojavljanjem finančne krize 2007–2008 kot teme političnih debat v letu 2008. |
| 2009 | Abwrackprämie          | premija za odpad (dobesedni prevod) | Nanaša se na politični ukrep, s katerim so pomagali avtomobilski industriji prebroditi finančno krizo; država je vsakemu kupcu novega avtomobila, ki je hkrati svoje staro vozilo dal na odpad (in ga ne prodal), namenila olajšavo 2.500 €.                                                        |
| 2010 | Wutbürger              | jezni državljan (dobesedni prevod) | Stereotipni izraz, ki opiše ljudi v srednjem starostnem obdobju s socialnim in finančnim ozadjem, ki se v preteklosti niso udeleževali protestov, v letu 2010 pa so se podali strastno na ulice (zlasti v protestih proti projektu Stuttgart 21).                                                   |
| 2011 | Stresstest             | stresni test | Nanaša se na niz med seboj nepovezanih simulacij stabilnosti: bančni stresni testi Evropske unije, stresni testi jedrskih elektrarn po jedrski nesreči v Fukušimi in arbitražni postopek v zvezi s projektom Stuttgart 21.                                                                          |
| 2012 | Rettungsroutine        | reševalna rutina (dobesedni prevod) | Redko uporabljeni izraz, ki ga je skoval nemški politik Wolfgang Bosbach za kritičen opis ukrepov Evropske unije v boju proti dolžniški krizi. |
| 2013 | GroKo                  | skrajšano iz Große Koalition (velika koalicija) | V zvezi z obetajočo se vladno koalicijo v bundestagu med CDU/CSU in SPD. |
| 2014 | Lichtgrenze            | svetlobna meja (dobesedni prevod) | Naziv umetniške inštalacije Christopherja Bauderja, s katero je označil potek berlinskega zidu v sklopu praznovanja 25. obletnice njegovega padca. |
| 2015 | Flüchtlinge            | begunci | Nanaša se na begunsko krizo v Evropi, ki so jo povzročili begunci iz Sirije in drugih držav. V letu 2015 je 40 % vseh migrantov v Evropski uniji zaprosilo za azil prav v Nemčiji. |
| 2016 | postfaktisch           | poresničen, postfaktičen | Nanaša se na dogajanje v družbi, kjer obstaja težnja po oblikovanju javnega mnenja na osnovi čustev in ne dejstev, kar se je pokazalo na primer med kampanjo za referendum o članstvu Združenega kraljestva v Evropski uniji in med ameriško kampanjo za predsedniške volitve.                      |
| 2017 | Jamaika-Aus            | konec koalicije Jamajka | Nanaša se na spodletela preliminarna pogajanja nemških strank krščanskih demokratov/krščanskosocialne unije (CDU/CSU), liberalnih demokratov (FDP) in Zelenih za izoblikovanje koalicije; barve njihovih strank (črna, rumena in zelena) spominjajo na jamajško zastavo.                            |
| 2018 | Heißzeit               | vroča doba | Nanaša se na vročinski val v letu 2018, ki je zajel tudi Nemčijo in po nekaterih navedbah trajal od aprila do novembra. Hkrati se nanaša tudi na globalni problem 21. stoletja – globalno segrevanje (kot nasprotje ledeni dobi).                                                                   |
| 2019 | Respektrente           | dostojna pokojnina | Nanaša se na prejemanje primerne pokojnine kot odraz spoštovanja za dolgoletno opravljanje dela. Besedno zvezo je skoval nemški delovni minister Hubertus Heil in z njo poudaril, da dodatek na pokojnino ni le poskus boja proti revščini, ampak gre za dostojanstvo in priznanje za prizadevanja. |
| 2020 | Corona-Pandemie        | koronapandemija | Nanaša se na pandemijo koronavirusne bolezni 2019, ki je prizadela večino sveta in vplivala na svetovna gospodarstva. |
| 2021 | Wellenbrecher          | valolom (dobesedni prevod) | Nanaša se na ukrepe za zajezitev obstoječih oziroma nadaljnih valov koronavirusne bolezni 2019. |
| 2022 | Zeitenwende            | zgodovinska prelomnica (dobesedno: preobrat časov) | Besedo je v svojem govoru uporabil nemški kancler Olaf Scholz in se nanaša na spremembo paradigme in odmik od pacifizma po ruskem napadu na Ukrajino. |
| 2023 | Krisenmodus            | krizni način | Direktorica GfdS (nemškega Združenja za nemški jezik) Andrea Ewels je pojasnila, da je svet od leta 2020 v »kriznem načinu«, pri čemer se je sklicevala na pandemijo kovida, ruski napad na Ukrajino, energetsko krizo, krizo v izobraževanju in napad Hamasa na Izrael.                            |

Od leta 1991 izbirajo v Nemčiji tudi »nebesedo« leta. »Nebesedo« leta je do leta 1994, enako kot besedo leta, izbiralo Združenje za nemški jezik, odtlej pa zaradi spora z vodstvom združenja žirija za izbor pod nazivom »Jezikovnokritična akcija Nebeseda leta« (Sprachkritische Aktion Unwort des Jahres) opravlja izbor samostojno.

## Švica
| Leto | Francoščina            | Italijanščina         | Nemščina                             | Retoromanščina |
| ---- | ---------------------- | --------------------- | ------------------------------------ | -------------- |
| 2019 | vague verte zeleni val | onda verde zeleni val | Klimajugend mladi za podnebje        | luf            |
| 2020 | coronagraben           | pandemia pandemija    | systemrelevant sistemsko relevanten  | mascrina       |
| 2021 | iel                    | certificato potrdilo  | Impfdurchbruch prodor pri cepljenju  | respect        |
| 2022 | boycotter bojkot       | penuria pomanjkanje   | Strommangellage pomanjkanje energije | mancanza       |